# 長崎漆器

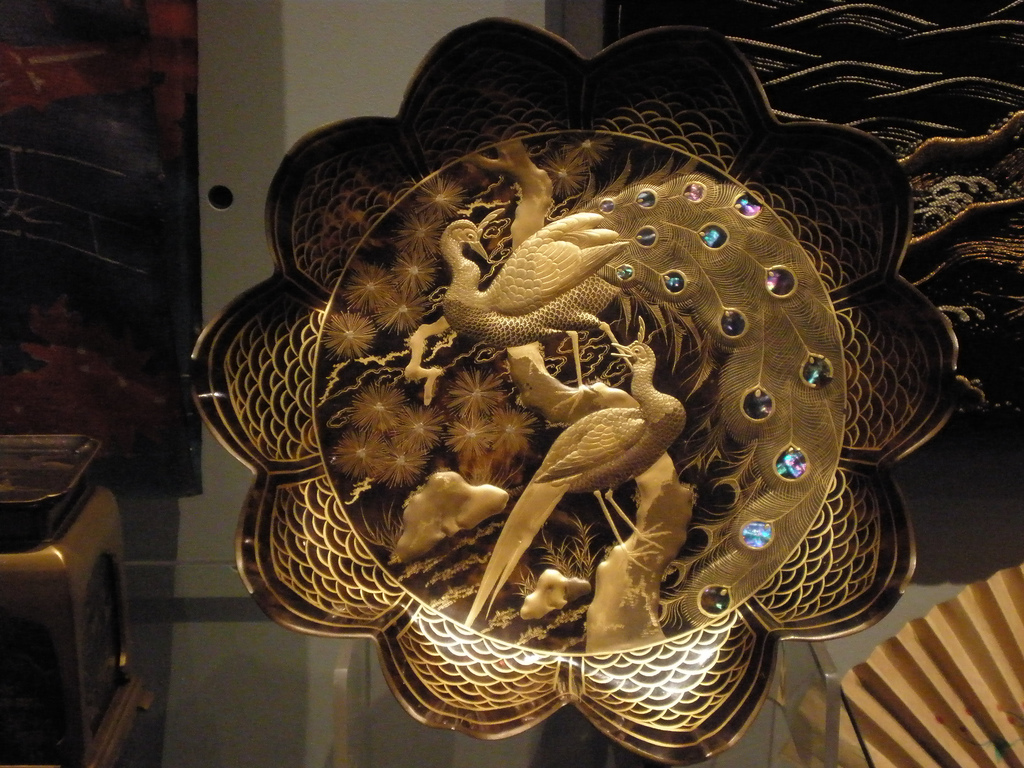
鼈甲が使われた螺鈿皿
（螺鈿、平蒔絵、高蒔絵が用いられている。長崎で作られたとされる。ヴィクトリア&アルバート博物館蔵）

長崎漆器（ながさきしっき）は長崎県で作られる漆器である。江戸時代に華美に装飾された当地漆器は多く輸出された。輸出漆器に付けられた「長崎螺鈿」の名は当地から輸出されたことに由来する。

## 歴史
長崎が瓊浪浦（たまなみうら）と言われたころに周辺の工匠達の間で副業として作られていた。はっきりするのは天正15年（1587年）に豊臣秀吉が九州を平定した時、各地の工芸師が長崎に移り住み製作したという。
慶長5年（1600年）に中国との貿易が許されると国内外の漆器需要が高まり、元和3年（1617年）頃に平戸在住の中国人と西洋人の取引に応じて生産されていた。元和年間に生嶋藤七が中国人より螺鈿の方法を教わり、それを彼らの注文に応えて製作したのが長崎螺鈿とされる。また元和9年（1623年）には青貝の技法も伝えられ、この技法は大いに進歩し、また、貿易もそれに影響し長崎漆器は発展した。寛永年間には銅、樟脳、雑貨物などと共に交易の対象になり、漆器の製造は大きく進歩した。
享保年間には堆朱、堆黒、屈輪、沈金、色蒔絵などの技法が伝えられ、特に堆朱は印籠、根付、香合品、盆に表現されている。享保末期から元文の時期に幕府の令によって中国との貿易船は減少に転じ、伴って漆器の輸出も減り百年続いた漆器産業は衰退し始めた。明和年間には取引において、漆器は雑貨物の範疇に入り長崎の人口減少も影響し漆器産業は下降したが、弘化年間では貿易が回復を見せて漆器生産も卓子（テーブル）、箪笥、棚、などと多くなり、青貝や蒔絵が用いられた長崎漆器は輸出品の中でも特別なものであった。一時の衰退もこの頃には挽回しており、年製造高は30万両以上に達した。
しかし安政5年（1858年）に幕府と各国との条約が締結されると、日本各地で製造された漆器を長崎が独占で輸出していた状態が解消し、各産地との競争状態に入った。
明治になると日清戦争の影響、物品の高騰に伴う賃上げ要求が重なり、漆器業に携わる者が非常に少なくなった。漆器競技会の視察などが試みられたものの、戦後の国内需要に応じて各地の漆器生産数は増加した反面、長崎漆器の生産数は減少し続け、1903年（明治36年）には輸出最少額となった。

## 長崎螺鈿
輸出漆器に付けられた「長崎螺鈿」の名は当地から輸出されたことに由来する。主に京都の輸出業者「笹屋」が発注し、蒔絵全盛であった時から18世紀までにアワビの薄貝を利用して、1780年より、およそ20年間製作された。19世紀以降は裏側に染色した螺鈿をよく利用した。